# サイモンとガーファンクルを歌う
『サイモンとガーファンクルを歌う』は、NHK総合テレビジョンの音楽番組『ステージ101』のレギュラー・グループだったヤング101が、1971年にNHKステージ101の名義で発表したアルバムである。

## 解説
『ステージ101』の放送が開始されて約1年3か月たった1971年4月5日、ステージ101名義で初のアルバム『ステージ101』がEXPRESS/東芝音楽工業から発表された。本作はその2か月後の6月1日にCBSソニーから発表された、通算2作目のオリジナル・アルバムである。
アルバム・タイトルの通り、本作の収録曲は全てサイモン&ガーファンクルのオリジナル曲もしくは彼等が取り上げた曲である。『ステージ101』の初代音楽監督である中村八大が音楽監修、もう一人の音楽監督の和田昭治と中村が編曲、和田がヤング101の指揮を担当した。
2024年6月、本作を含めてヤング101がCBSソニーから発表した6作のアルバムがサブスクリプション配信された。

## 収録曲
作詞・作曲の記載がない曲はPaul Simon作である。
| #  | タイトル                                             | 作詞                             | 作曲                            | 編曲                        | 歌                                                           |
| -- | ---------------------------------------------------- | -------------------------------- | ------------------------------- | --------------------------- | ------------------------------------------------------------ |
| 1. | 「サウンド・オブ・サイレンス The Sounds Of Silence」 |                                  |                                 | 中村八大                    | - デュエット – 温碧蓮、井口典子 - コーラス – ヤング101男声   |
| 2. | 「バイ・バイ・ラブ Bye Bye Love」                    | Boudleaux Bryant, Felice Bryant  | Boudleaux Bryant, Felice Bryant | 和田昭治                    | - デュエット – 黒沢裕一、塩見大治郎 - コーラス – ヤング101   |
| 3. | 「冬の散歩道 A Hazy Shade Of Winter」                |                                  |                                 | 中村八大                    | - デュエット – 田中星児 - コーラス – チャープスほか          |
| 4. | 「ミセス・ロビンソン Mrs. Robinson」                 |                                  |                                 | 中村八大                    | - デュエット – 河内広明、黒沢裕一 - コーラス – ヤング101女声 |
| 5. | 「コンドルは飛んで行く El Condor Pasa」              | Daniel Alomía Robles, Paul Simon | Daniel Alomía Robles            | Jorge Milchberg、ザ・バロン | - デュエット – 河内広明、若子内悦郎 - 演奏 – ザ・バロン      |
| 6. | 「スカボロ・フェア Scarborough Fair/Canticle」       | Paul Simon, Art Garfunkel        | Paul Simon, Art Garfunkel       | 中村八大                    | - ソロ – 塩見大治郎、井口典子 - コーラス – チャープス        |

| #  | タイトル                                          | 作詞 | 作曲 | 編曲       | 歌                                                         |
| -- | ------------------------------------------------- | ---- | ---- | ---------- | ---------------------------------------------------------- |
| 1. | 「明日に架ける橋 Bridge Over Troubled Water」     |      |      | 中村八大   | - ソロ – 黒沢裕一、若子内悦郎 - コーラス – ヤング101       |
| 2. | 「いとしのセシリア Cecilia」                      |      |      | 和田昭治   | - コーラス – ヤング101男声                                 |
| 3. | 「早く家へ帰りたい Homeward Bound」               |      |      | 中村八大   | - ソロ – 塩見大治郎、田中星児 - コーラス – チャープス      |
| 4. | 「アイ・アム・ア・ロック I Am A Rock」            |      |      | ザ・バロン | - デュエット – 河内広明、和子内悦郎 - 演奏 – ザ・バロン    |
| 5. | 「どこにもいないよ Somewhere They Can't Find Me」 |      |      | 中村八大   | - ソロ – 井口典子                                          |
| 6. | 「ボクサー Boxer」                                |      |      | 中村八大   | - デュエット – 黒沢裕一、塩見大治郎 - コーラス – ヤング101 |

## CDボックス『ギフト・ボックス』
2012年、ヤング101名義の5枚組のCDボックス・セット『ギフト・ボックス』が発売された。本作の全曲は、続編に相当するアルバム『サイモン&ガーファンクル・ベスト (全訳)』（1972年6月）の全曲と共にディスク１に収録された。